# Briquete

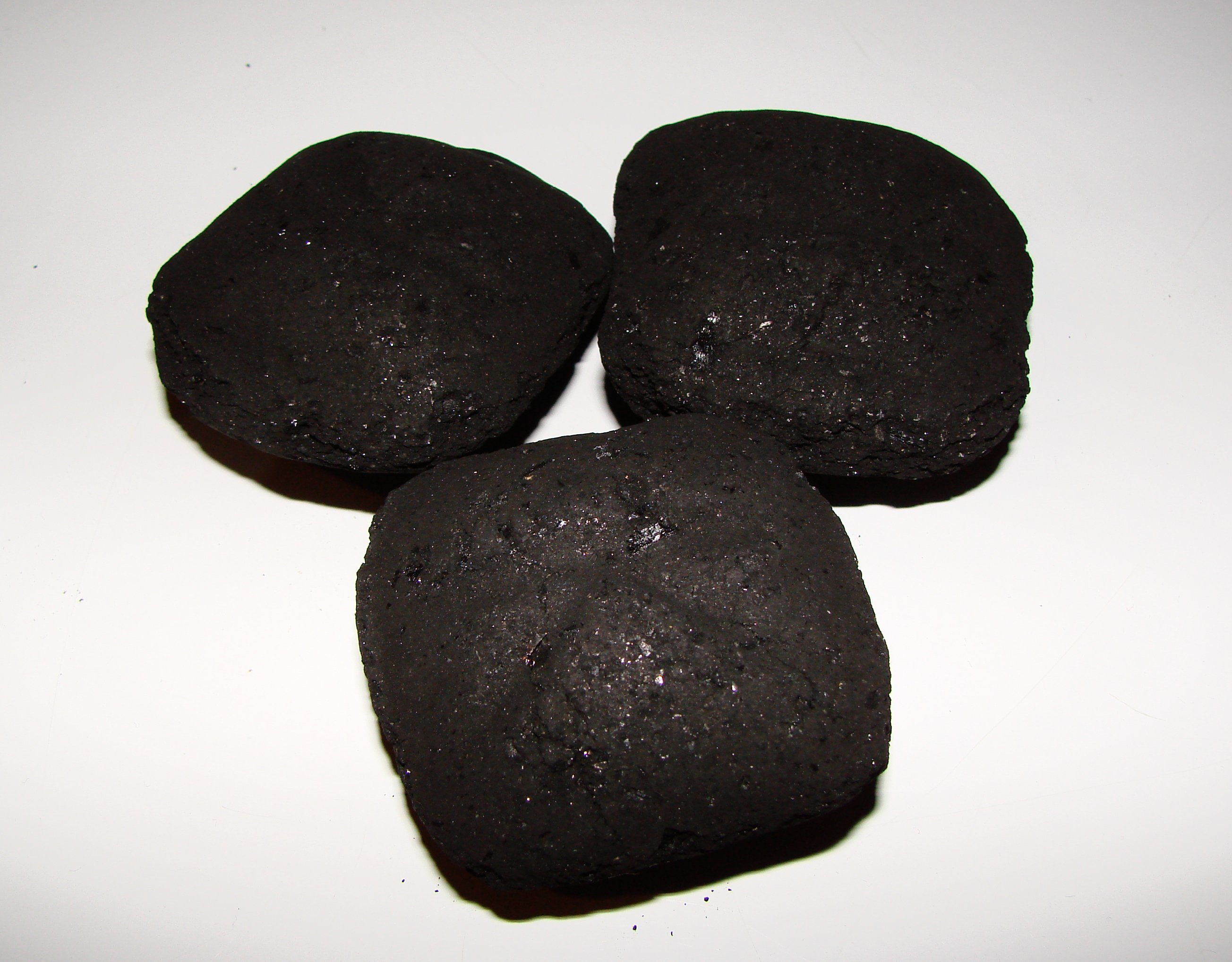
Alguns briquetes de carvão vegetal

Briquete é um bloco denso e compacto de materiais energéticos, geralmente feito a partir de resíduos de madeira. As matérias-primas utilizadas para a produção de briquetes pode ser: serragem, maravalha, casca de arroz, palha de milho, sabugo, bagaço de cana-de-açúcar, casca de algodão, casca de café, feno de braquiaria entre outros. No entanto, essas matérias-primas precisam ser melhoradas, e a compactação da biomassa é uma forma de aumentar a qualidade desses materiais para fins energéticos.
Conhecido também como lenha ecológica, o briquete é capaz de substituir com eficiência o gás, a energia elétrica, o carvão vegetal, o carvão mineral, a lenha e outros tipos de combustíveis. Este tipo de geração de energia vem sendo cada vez mais utilizado por ser ecologicamente limpo, já que a emissão de gás carbônico para o ambiente é expressivamente diminuída. Os briquetes podem ser utilizados na geração de energia elétrica (com baixo custo e alto rendimento) oriunda da biomassa vegetal.

## Briquete composto
São briquetes que utilizam em sua composição mais de um tipo de resíduo. O processo de fabricação deste briquete é semelhante ao processo de briquetagem comum, exceto que este possui uma fase a mais, que é a mistura das matérias primas. Os briquetes compostos permite que sejam feitos teste com as misturas dos resíduos, de modo que é possível controlar a qualidade dos briquetes, comparar os custos de fabricação de uma mistura para outra e ter um direcionamento das características de cada briquete de acordo com seu uso final.

## Briquete de carvão
O processo de briquetagem consiste na aglomeração de materiais com granulometria fina, o objetivo é obter um produto com maiores dimensões através do uso de ligantes, podendo estes ser de origem mineral ou orgânica. Através deste processo é possível obter briquetes de carvão com alta qualidade e ter um bom aproveitamento das pequenas frações de carvão que geralmente são descartadas. A técnica de briquetagem de carvão envolve o balanceamento granulométrico, a mistura de aglomerante, compactação e secagem.

## Vantagens
- Alto valor agregado
- Alto poder calorífico
- Maior temperatura da chama
- Regularidade térmica
- Fácil manuseio, transporte e armazenagem
- Menor índice de poluição
- Liberado pelo Ibama

## Onde é utilizado
Os briquetes são ideais para serem usados em caldeiras a vapor e fornos, onde produzem vapor e calor de qualidade superior aos combustíveis fosseis, gerando uma economia de até 60%. O briquete pode ser utilizado em segmentos industriais como: abatedouros, cerâmicas, cervejarias, cosméticos, hospitais, hotéis, indústrias alimentícias, indústrias de ração animal, laticínios, lavanderias, metalúrgicas, tinturarias e qualquer empresa que possua caldeiras para produção a vapor.